# Torinoko
El Torinoko era una arma de defensa ninja japonesa consistent en una bomba de fum urticant que permetia als shinobi fugir. Era freqüentment utilitzada per estos guerrers per a distraure a l'enemic amb l'espés fum negre i escapolir-se del lloc de lluita.